# Greußenheim
Greußenheim település Németországban, azon belül Bajorországban. Lakosainak száma 1624 fő (2023. december 31.). Greußenheim Leinach, Hettstadt, Waldbüttelbrunn, Uettingen, Remlingen és Birkenfeld községekkel határos.

## Népesség
A település népessége az elmúlt években az alábbi módon változott:
| Lakosok száma | 969  | 1068 | 1127 | 1251 | 1578 | 1587 | 1592 | 1586 | 1629 | 1624 |
|               | 1875 | 1950 | 1975 | 1987 | 2012 | 2014 | 2016 | 2017 | 2021 | 2023 |